# Arisaka

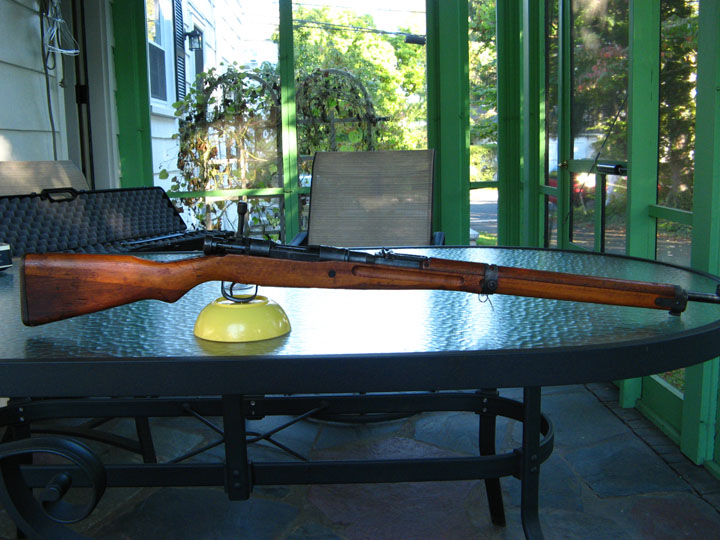
Typ 99

Arisaka je rodina japonských armádních opakovacích pušek. Pušky Arisaka se v japonských ozbrojených silách používaly zhruba od roku 1897, kdy nahradily zbraně rodiny Murata, do konce druhé světové války roku 1945. Jméno nesou po konstruktérovi tohoto typu zbraně, jímž byl plukovník Arisaka Nariakira, později povýšený na generálporučíka a barona.

## Varianty
- Arisaka typ 30
- Arisaka typ 38
- Arisaka typ 99
- Arisaka typ I